# Iowa Highway 92
Der Iowa Highway 92 ist eine den Staat Iowa in den Vereinigten Staaten von West nach Ost komplett durchlaufende State Route. Der Iowa Highway 92 ist Teil einer Kette von hintereinanderliegenden State Routes mit der gleichen Nummer, die sich von Wyoming über Nebraska und Iowa nach Illinois zieht. Der Iowa Highway 92 ist 442 km lang und verläuft von Council Bluffs am Missouri River an der westlichen Grenze Iowas zu Nebraska bis Muscatine am Mississippi River, der die Grenze zwischen Iowa und Illinois bildet.

## Verlauf

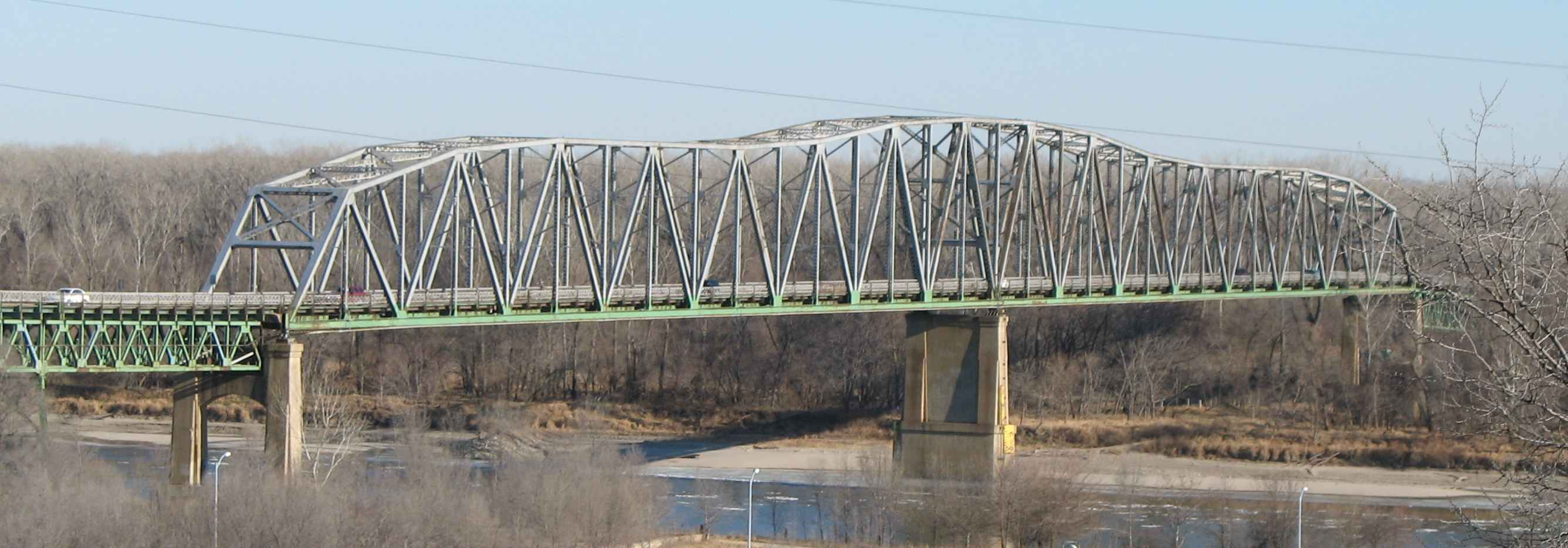
Auf der South Omaha Veterans Memorial Bridge beginnt der Iowa Highway 92

Der Iowa Highway 92 beginnt auf der South Omaha Veterans Memorial Bridge von Omaha in Nebraska nach Council Bluffs in Iowa. Über die Brücke führt der U.S. Highway 275 gemeinsam mit dem Nebraska Highway 92 und dem an der Staatsgrenze in der Flussmitte beginnenden Iowa Highway 92.
Der Iowa Highway 92 führt nun gemeinsam mit dem U.S. Highway 275 am südlichen Stadtrand von Council Bluffs vorbei und kreuzt danach die Interstate 29. Danach biegt der U.S. Highway 275 nach Südosten ab und der Iowa Highway 92 führt nun weiter in östlicher Richtung. Östlich von Carson wird der U.S. Highway 59 unterquert. Im Stadtzentrum von Griswold kreuzt der Iowa Highway 48. Weiter östlich erfolgt eine versetzte Kreuzung mit dem U.S. Highway 71, bevor bei Massena der Iowa Highway 148 kreuzt.
Am westlichen Rand des Zentrums von Greenfield befindet sich eine Kreuzung mit dem Iowa Highway 25. Im weiter östlich gelegenen Winterset trifft der Iowa Highway 92 auf der nordwestlichen Umgehungsstraße auf den U.S. Highway 169 und verläuft weiter in gerader Linie nach Osten. Später kreuzt die Interstate 29, während kurz darauf der Iowa Highway 28 einmündet und damit seinen südlichen Endpunkt erreicht.
Im 29 km südlich von Des Moines gelegenen Indianola kreuzen die auf einer gemeinsamen Strecke  verlaufenden U.S. Highways 65 und 69. Südlich von Pleasantville mündet der aus Nordwesten kommende Iowa Highway 5 ein und verläuft Knoxville mit dem Iowa Highway 92 auf einer gemeinsamen Strecke. Südlich von Knoxville kreuzt der Iowa Highway 14, bevor der Iowa Highway 5 die gemeinsame Strecke nach Südosten wieder verlässt.
Weiter östlich überquert der Iowa Highway 92 den Des Moines River, bevor er in Oskaloosa auf den U.S. Highway 63 und die Iowa Highways 23 und 163 trifft. Nördlich von Delta kreuzt der Iowa Highway 21 und im wenige Kilometer weiter östlichen Sigourney befindet sich die versetzte Kreuzung des Iowa Highway 149.
Nordwestlich von Washington trifft der Iowa Highway 92 auf den Iowa Highway 1 und trennt sich am westlichen Stadtrand wieder von diesem. Der Iowa Highway 92 führt nun als Madison Street und Washington Street von West nach Ost quer durch die Stadt.
Östlich von Ainsworth unterquert der Iowa Highway 92 den auf einer gemeinsamen Strecke mit dem U.S. Highway 218 verlaufenden Iowa Highway 27, hier auch Avenue of the Saints genannt. Nach Columbus Junction, wo der Iowa Highway 70 kreuzt, überquert der Iowa Highway 92 den Cedar River und führt nach Osten in Richtung Grandview.
Westlich von Grandview mündet der Iowa Highway 92 in den U.S. Highway 61 ein und führt gemeinsam mit diesem zuerst in nördlicher, dann in nordöstlicher Richtung nach Muscatine. Im Stadtzentrum treffen die Iowa Highways 22 und 38 auf den U.S. Highway 61 und den Iowa Highway 92, bevor dieser über die Norbert F. Beckey Bridge den Staat Iowa über den Mississippi River verlässt und auf der Brücke auf die Illinois State Route 92 trifft.